# U 14 (U-Boot, 1936)
U 14 war ein deutsches U-Boot vom Typ II B, das im Zweiten Weltkrieg von der Kriegsmarine eingesetzt wurde.

## Geschichte
Der Auftrag für das Boot wurde am 2. Februar 1935 an die Deutsche Werke AG in Kiel vergeben. Die Kiellegung erfolgte am 6. Juli 1935, der Stapellauf am 28. Dezember 1935, die Indienststellung unter Kapitänleutnant Victor Oehrn am 18. Januar 1936. Nach der Indienststellung gehörte das Boot bis August 1938 als Kampfboot zu den U-Flottillen „Weddigen“ und „Lohs“ in Kiel. U 14 hatte einen Einsatz im Mittelmeer während des spanischen Bürgerkriegs im Mittelmeer.
Beim deutschen Überfall auf Polen war das Boot Frontboot bei der U-Flottille „Lohs“. Vom 1. November 1939 bis zum 30. Juni 1940 diente es als Ausbildungsboot in der U-Ausbildungsflottille, wurde aber wie die meisten Ausbildungsboote bei der Vorbereitung und Durchführung des Unternehmens Weserübung, der Besetzung von Dänemark und Norwegen, von Januar bis April 1940 noch einmal als Frontboot eingesetzt. Am 1. Juli 1940 wurde es in die 24. U-Flottille nach Memel verlegt. Vom 1. Juli 1941 bis zum 3. März 1945 gehörte U 14 als Schulboot zur 22. U-Flottille in Gotenhafen. Bei der Räumung des Stützpunktes vor der heranrückenden Roten Armee wurde das Boot nach Wilhelmshaven verlegt.
U 14 unternahm sechs Feindfahrten, auf denen neun Schiffe mit einer Gesamttonnage von 12.344 BRT versenkt wurden.

## Einsatzstatistik

### Erste Feindfahrt
Das Boot lief am 30. August 1939 um 21:00 Uhr von Kiel aus, um im Rahmen des Überfalls auf Polen die polnische Küste zu überwachen, und lief am 6. September 1939 um 19:00 Uhr in Swinemünde ein. Auf dieser zehn Tage dauernden Unternehmung in die Ostsee um die Danziger Bucht und in der Nähe von Bornholm wurden keine Schiffe versenkt oder beschädigt. Das Boot war verantwortlich für den ersten deutschen Angriff des Zweiten Weltkriegs auf ein Kriegsschiff, als es am 3. September 1939 um 20:22 Uhr das polnische U-Boot Sęp beschoss. Der Torpedo explodierte jedoch knapp 200 Meter vor dem anvisierten Ziel.
Am 7./8. September 1939 verlegte U 14 wieder von Swinemünde nach Kiel.

### Zweite Feindfahrt
Das Boot lief am 13. September 1939 um 9:00 Uhr von Kiel aus und am 29. September 1939 um 9:30 Uhr wieder dort ein. Auf dieser dreizehn Tage dauernden Unternehmung in die Nordsee besichtigte und erkundete U 14 die Seegebiete um die Orkney-Inseln und übermittelte nach der Rückkehr wertvolle Informationen an Günther Prien, der später mit U 47 in der Nacht vom 13. auf den 14. Oktober 1939 den Durchbruch nach Scapa Flow schaffte und dort das britische Schlachtschiff Royal Oak versenken konnte.

### Dritte Feindfahrt
Das Boot lief am 17. Januar 1940 um 22:45 Uhr von Kiel aus und am 26. Januar 1940 um 15:15 Uhr in Wilhelmshaven ein. Auf dieser zehn Tage dauernden Unternehmung in die Nordsee wurde ein Schiff versenkt.
- 25. Januar 1940: Versenkung des norwegischen Dampfers Biarritz (1.752 BRT) (Lage) durch einen G7e-Torpedo. Er hatte Wolle und Bekleidung geladen und war auf dem Weg von Antwerpen nach Oslo. Es war ein Totalverlust mit 25 Toten.

### Vierte Feindfahrt
Das Boot lief am 11. Februar 1940 um 5:00 Uhr von Wilhelmshaven aus und am 20. Februar 1940 um 13:15 Uhr wieder dort ein. Auf dieser zehn Tage dauernden und 1.081 sm über und 132 sm unter Wasser langen Unternehmung in die Nordsee wurden vier Schiffe mit zusammen 5.320 BRT versenkt.
- 15. Februar 1940: Versenkung des dänischen Dampfers Sleipner (1.066 BRT) (Lage) durch einen G7e-Torpedo. Er hatte Kohle geladen und war auf dem Weg von Methil nach Esbjerg. Es gab keine Toten.
- 16. Februar 1940: Versenkung des dänischen Dampfers Rhône (1.064 BRT) durch einen G7e-Torpedo. Er hatte Kohle geladen und befand sich auf dem Weg von Methil nach Esbjerg. Es gab neun Tote.
- 16. Februar 1940: Versenkung des schwedischen Dampfers Osmed (1.526 BRT) durch einen G7a-Torpedo. Er hatte Kohle geladen und war auf dem Weg von Blyth nach Halmstad. Es war ein Totalverlust mit 13 Toten.
- 16. Februar 1940: Versenkung des schwedischen Dampfers Liana (1.646 BRT) durch einen G7a-Torpedo. Er hatte Kohle geladen und befand sich auf dem Weg von Blyth nach Halmstad. Es gab zehn Tote.

Am 19. Februar 1940 schoss das britische U-Boot HMS Sunfish 30 Seemeilen nordwestlich von Helgoland vier Torpedos auf U-14 ab, die jedoch alle ihr Ziel verfehlten.

### Fünfte Feindfahrt
Das Boot lief am 3. März 1940 um 10:30 Uhr von Wilhelmshaven aus und am 11. März 1940 um 15:20 Uhr dort wieder ein. Auf dieser neun Tage dauernden und zirka 1.000 sm über und 119 sm unter Wasser langen Unternehmung in die Nordsee wurden vier Schiffe mit insgesamt 5.200 BRT versenkt.
- 7. März 1940: Versenkung des niederländischen Dampfers Vecht (1.965 BRT) (Lage) durch einen G7a-Torpedo. Er hatte eine unbekannte Ladung an Bord und befand sich auf dem Weg von Rotterdam nach Lobito. Es war ein Totalverlust mit 22 Toten.
- 9. März 1940: Versenkung des britischen Dampfers Akeld (643 BRT) (Lage) durch einen G7a-Torpedo. Er hatte Frachtgut geladen und war auf dem Weg von Rotterdam nach Newcastle. Es war ein Totalverlust mit 13 Toten.
- 9. März 1940: Versenkung des britischen Dampfers Borthwick (1.097 BRT) (Lage) durch einen G7e-Torpedo. Er hatte Frachtgut geladen und befand sich auf dem Weg von Antwerpen nach Rotterdam. Es gab keine Toten, 21 Überlebende.
- 9. März 1940: Versenkung des britischen Dampfers Abbotsford (1.585 BRT) durch einen G7e-Torpedo. Er hatte Flachs und Stahl geladen und befand sich auf dem Weg von Gent nach Grangemouth. Es gab 20 Tote und vier Überlebende.

### Sechste Feindfahrt
Das Boot lief am 4. April 1940 um 15:00 Uhr von Wilhelmshaven aus und am 5. Mai 1940 um 16:45 Uhr in Kiel ein. Auf dieser 32 Tage dauernden Unternehmung wurden keine Schiffe versenkt oder beschädigt.

## Verbleib
U 14 wurde am 3. März 1945 außer Dienst gestellt und kurz vor dem Ende des Krieges am 5. Mai 1945 gemäß dem lange bestehenden, allerdings von Großadmiral Dönitz am Abend des 4. Mai 1945 aufgehobenen Regenbogen-Befehl in Wilhelmshaven von der eigenen Besatzung in der Westkammer der IV. Einfahrt – der sogenannten Raederschleuse – versenkt. Nach dem Krieg wurde es von den Briten verschrottet.